# Махарадзе Леван Шалвович
Лева́н Ша́лвович Махара́дзе (груз. ლევან მახარაძე, нар. 14 серпня 1993, Тбілісі, Грузія) — український футболіст грузинського походження, захисник. З 1 липня 2020 року перебуває у статусі вільного агента. Останнім клубом кар'єри станом на 2 грудня 2021 року був андоррський «Ордіно».

## Життєпис
Леван Махарадзе народився 14 серпня 1993 року. Вихованець дніпропетровського «Дніпра». У сезоні 2009/10 у ДЮФЛУ виступав у складі «Дніпра» — 17 матчів, 2 забиті м'ячі. У складі «Дніпра-2» дебютував у чемпіонаті України. Із 2010 по 2012 рік у Другій лізі Леван зіграв 22 матчі та забив 1 м'яч.
У 2013 році Леван перейшов до маріупольського «Іллічівця», за основний склад якого провів один матч у Кубку України: на останній хвилині поєдинку проти клубу «Миколаєва» замінив автора переможного м'яча Сергія Яворського. Узимку 2015 року перебував на перегляді у шведському першоліговому клубі АФК, але не підписав контракт.
Навесні 2015 року поповнив склад латвійського «Сконто» й за сезон зіграв у 7 матчах чемпіонату. Наприкінці року «Сконто» не отримав ліцензію на наступний сезон, і Леван Махарадзе залишив ризький клуб як вільний агент і 21 березня 2016 року підписав контракт з «Інгульцем», який мав бути чинним до 31 грудня 2018 року. Проте вже влітку 2016 року став гравцем «Колоса» (Ковалівка), але вже наприкінці листопада того ж року залишив команду, зігравши лише 2 матчі в Першій лізі.

## Досягнення
- Друга ліга чемпіонату України
  -  Бронзовий призер (1): 2015/16